# 442足球公园
442足球公园，建于2019年，位于天津市北辰区汀江路2号，人工草坪，替补席配有空调，对外收费开放，为2019年天津市足球超级联赛、天津市足球甲级联赛、天津市足球乙级联赛、天津市足协杯的比赛场地。共有四块九人制足球场，一块标准十一人足球场，其中九人制足球场配备48盏LED投光灯，十一人制亦配备96盏LED投光灯。